# Левелленд
Левелленд (англ. Levelland) — город в штате Техас, США, административный центр округа Хокли. По данным переписи за 2010 год число жителей составляло 13 542 человека, по оценке Бюро переписи США в 2018 году в городе проживало 13 527 человек.

## География
Город находится на юго-западе округа, его координаты: 33°34′51″ с. ш. 102°21′50″ з. д..
По данным Бюро переписи населения США, город имеет общую площадь 26,3 км2, из которых менее 0,1 км2 покрыто водой.

## История
Город был основан в 1921 году, но стал активно расти только в 1925 году, когда к нему была проведена железная дорога. Тогда же в округе Хокли был найден один из самых больших запасов нефти в Техасе и Левелленд стал одним из самых крупных поставщиков нефти в штате.

## Население
Согласно переписи населения 2010 года в городе проживало 13 542 человека, было 4832 домохозяйства и 3420 семей. Расовый состав города: 75,5 % — белые, 5,1 % — афроамериканцы, 0,9 % — коренные жители США, 0,4 % — азиаты, 0 % (4 человека) — жители Гавайев или Океании, 15,6 % — другие расы, 2,5 % — две и более расы. Число испаноязычных жителей любых рас составило 48,2 %.
Из 4832 домохозяйств, в 38,1 % живут дети младше 18 лет. 50,4 % домохозяйств представляли собой совместно проживающие супружеские пары (20,5 % с детьми младше 18 лет), в 14,8 % домохозяйств женщины проживали без мужей, в 5,6 % домохозяйств мужчины проживали без жён, 29,2 % домохозяйств не являлись семьями. В 24,8 % домохозяйств проживал только один человек, 10,1 % составляли одинокие пожилые люди (старше 65 лет). Средний размер домохозяйства составлял 2,68 человека. Средний размер семьи — 3,19 человека.
Население города по возрастному диапазону распределилось следующим образом: 32,8 % — жители младше 20 лет, 26,9 % находятся в возрасте от 20 до 39, 27,7 % — от 40 до 64, 12,6 % — 65 лет и старше. Средний возраст составляет 31,1 года.
Согласно данным опросов пяти лет с 2013 по 2017 годы, медианный доход домохозяйства в Левелленде составляет 45 960 долларов США в год, медианный доход семьи — 56 964 доллара. Доход на душу населения в городе составляет 22 463 доллара. Около 9,9 % семей и 15,2 % населения находятся за чертой бедности. В том числе 18,6 % в возрасте до 18 лет и 13,7 % старше 65 лет.

## Климат
| Показатель                                    | Янв. | Фев. | Март | Апр. | Май  | Июнь | Июль | Авг. | Сен. | Окт. | Нояб. | Дек. | Год  |
| --------------------------------------------- | ---- | ---- | ---- | ---- | ---- | ---- | ---- | ---- | ---- | ---- | ----- | ---- | ---- |
| Абсолютный максимум, °C                       | 28   | 31   | 35   | 38   | 44   | 46   | 44   | 41   | 41   | 39   | 34    | 27   | 46   |
| Средний суточный максимум, °C                 | 12,3 | 14,8 | 19,1 | 24,3 | 28,9 | 33,1 | 33,6 | 32,7 | 29   | 24,3 | 17,8  | 13,1 | 23,6 |
| Средний суточный минимум, °C                  | −4,3 | −2,6 | 0,8  | 6    | 11,6 | 16,6 | 18,1 | 17,4 | 13,4 | 7,3  | 0,6   | −3,2 | 6,8  |
| Абсолютный минимум, °C                        | −27  | −22  | −16  | −7   | −3   | 6    | 9    | 9    | 1    | −8   | −18   | −19  | −27  |
| Норма осадков, мм                             | 15,5 | 14,7 | 21,3 | 27,7 | 64,8 | 65,3 | 62,5 | 62,2 | 69,9 | 45,2 | 17,3  | 16   | 21,1 |
| Источник: The Western Regional Climate Center |      |      |      |      |      |      |      |      |      |      |       |      |      |

## Левелленд в культуре
В 1995 году американский рок-певец Джеймс Макмартри написал песню под названием «Levelland», которая рассказывала о жизни в городе.

## НЛО в Левелленде
В 1957 году город стал известен, как одно из мест, где видели летающие тарелки. Несколько водителей рассказывали, что видели большой, яйцеобразный объект, от которого исходило голубое свечение. Объект, по словам очевидцев, испустил некий энергетический импульс, из-за которого заглохли автомобили. Среди очевидцев были Вейр Клем, шериф Левелленда и Рэй Джонс, руководитель пожарной части. Военно-воздушные силы США заключили, что это было не НЛО, а шаровые молнии, так как в то время была сильная гроза.

## Аэропорт
Аэропорт в Левелленде имеет две работающие взлётно-посадочные полосы. Одна — 6110 футов (1860 м), другая — 2072 фута (632 м).